# Vetigastropoda
Vetigastropoda e подклас соленоводни коремоноги мекотели., а според класификация от 2005 г. е смятан за клон.
Vetigastropoda обединява едни от най-примитивните съвременни представители на коремоногите, които са и едни от най-широко разпространените във всички океани. Техните местообитания варират от дълбоководни до плитки заливни зони, свързани с каменисти до песъчливи дъна. При много от тях черупките притежават прорези или други вторични отвори. Повечето от видовете притежават известна билатерална асиметрия на вътрешните органи.
Дължината на черупката варира от 2 mm до 30 cm. Формата също варира от удължена куполовидна до почти сферична. Структурата и също се различава значително – от прости концентрични линии на растежа, които често са почти незабележими до добре изразени радиални и аксиални линии. Отворът обикновено е овален и често се покрива от оперкулум.
Хранят се с нисши морски безгръбначни или водорасли. Повечето са хермафродитни и обикновено оплождането е външно след отделяне на половите продукти.

## Класификация
Надсемействата във Vetigastropoda са както следва:
- Невключени към надсемейство:
  - семейство Ataphridae Cossmann, 1915,
  - семейство Crosseolidae Hickman, 2013,
  - семейство Pendromidae Warén, 1991
  - семейство †Schizogoniidae
  - семейство Trochaclididae Thiele, 1928
  - род † Discohelix Dunker, 1847
  - род Sahlingia Warén & Bouchet, 2001
- надсемейство Amberleyoidea
- надсемейство Angarioidea[4])
- надсемейство Eotomarioidea
- надсемейство Fissurelloidea Flemming, 1822
- надсемейство Haliotoidea Rafinesque, 1815[5]
- надсемейство Lepetelloidea
- надсемейство Lepetodriloidea McLean, 1988
- надсемейство Murchisonioidea
- надсемейство Neomphaloidea
- надсемейство Phasianelloidea
- надсемейство Pleurotomarioidea Swainson, 1840
- надсемейство Porcellioidea
- надсемейство Scissurelloidea
- надсемейство Seguenzioidea Verrill, 1884
- надсемейство Trochoidea Rafinesque, 1815
- надсемейство Turbinoidea